# کراکاوهینترموهلن
کراکاوهینترموهلن (به آلمانی: Krakauhintermühlen) یک منطقهٔ مسکونی در اتریش است که در مورو واقع شده است. کراکاوهینترموهلن ۸۰٫۹۳ کیلومتر مربع مساحت دارد ۱٬۲۶۰ متر بالاتر از سطح دریا واقع شده است.